# Przegląd Kulturalny
Przegląd Kulturalny – tygodnik społeczno-kulturalny wydawany w latach 1952–1963 w Warszawie.
Czasopismo miało siedzibę przy ul. Wiejskiej 16 w Warszawie.

## Opis
W okresie 1952–1956 był oficjalnym organem Rady Kultury i Sztuki. Redaktorem naczelnym do roku 1955 był Jerzy Andrzejewski (1909–1983), a później Gustaw Gottesman (1918–1998), którego zastępcą w latach 1955–1957 był Paweł Beylin. Tygodnik zajmował się zagadnieniami twórczości artystycznej, literaturą, teatrem, muzyką, filmem, plastyką, jak również filozofią. Tygodnik poświęcał dużo miejsca na swych łamach upowszechnianiu kultury.
Z pismem współpracowali między innymi: Marcin Czerwiński (1924–2001), Stanisław Dygat (1914–1978), Andrzej Kijowski (1928–1985), Jerzy Putrament (1910–1986) i Stanisław Lem (1921–2006). Pismo zostało zlikwidowane w roku 1963. Z fuzji części zespołu redakcyjnego Przeglądu Kulturalnego i części zespołu Nowej Kultury powstał tygodnik pod nazwą Kultura (1963–1981).